# День военного разведчика

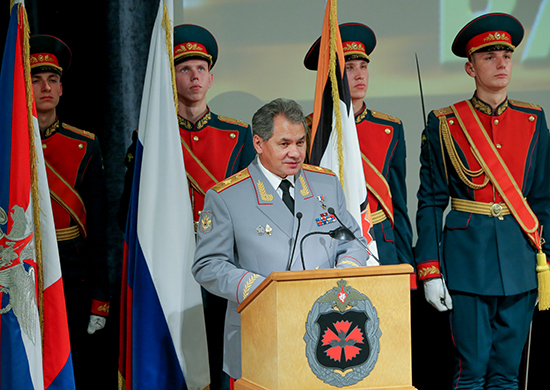
Министр обороны России Сергей Кужугетович Шойгу поздравляет коллектив Главного разведывательного управления с Днём военного разведчика.
Москва.
5 ноября 2013 года

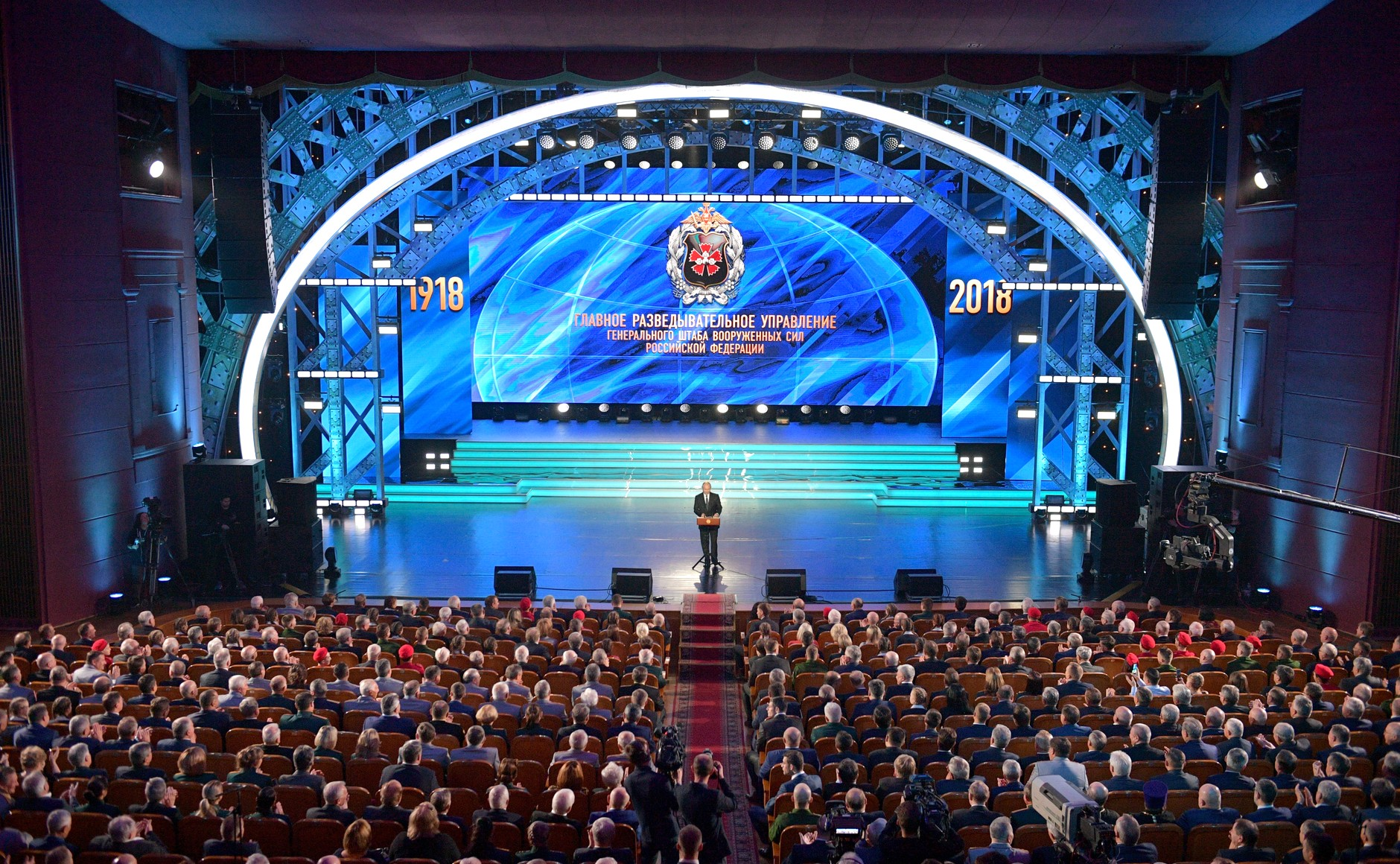
Торжественное мероприятие
с участием Президента России Владимира Путина, посвящённое 100-летию образования Главного разведывательного управления.
Москва, Театр Российской армии.
2 ноября 2018 года

День вое́нного разве́дчика (День военной разведки) — военный праздник, который отмечается 5 ноября в вооружённых силах России, Белоруссии, Казахстана, Армении и Кыргызстана 

## История создания праздника
Упоминаний о существовании праздника с подобным названием в Вооружённых силах СССР не имеется. 
5 ноября 1918 года, в Петрограде в составе Полевого штаба Реввоенсовета Советской Республики было образовано Регистрационное управление для координации усилий всех разведывательных органов Красной армии, которое после многих переименований в 1953 году получило название Главное разведывательное управление Генерального штаба Вооружённых сил СССР или сокращённо ГРУ СССР.
После распада СССР бывший центральный аппарат ГРУ СССР, находившийся в Москве, стал центральным органом военной разведки России — Главное разведывательное управление Генерального штаба Вооружённых сил Российской Федерации, являясь органом внешней разведки Министерства обороны Российской Федерации.
Непосредственно в самих Вооружённых силах Российской Федерации до 2000 года, дата образования Главного разведывательного управления отмечалась только в самом ведомстве. 
12 октября 2000 года приказом министра обороны Российской Федерации И. Д. Сергеева № 490 был введён на ведомственном уровне профессиональный праздник «День военного разведчика» который следовало отмечать на день образования ГРУ СССР — 5 ноября каждого года.
31 мая 2006 года указом Президента Российской Федерации В. В. Путина №549 «Об установлении профессиональных праздников и памятных дней в Вооружённых силах Российской Федерации» данный праздник был включён в перечень официальных государственных праздников и отмечается в России ежегодно 5 ноября. Формально он является профессиональным праздником; учреждён наряду с другими «в целях возрождения и развития отечественных воинских традиций, повышения престижа военной службы и в знак признания заслуг военных специалистов в решении задач обеспечения обороны и безопасности государства».
В Вооружённых силах Республики Казахстан военный праздник «День военной разведки» отмечается 5 ноября ежегодно с 1992 года. В этот же день в Казахстане ежегодно отмечается «День внешней разведки».
В Вооружённых силах Республики Беларусь военный праздник «День военной разведки» отмечается 5 ноября ежегодно. Точный год установления праздника остаётся неизвестным, но ранние упоминания о нём датированы 2013 годом.
В Вооружённых силах Армении военный праздник «День военной разведки» отмечается 5 ноября ежегодно. Точный год установления праздника остаётся неизвестным, но ранние упоминания о нём датированы 2009 годом.